# Nyon (gemeente)
Nyon is een gemeente en stad in het kanton Vaud in Zwitserland met ruim 21.000 inwoners. De Duitse naam, Neuss, wordt niet meer gebruikt.

## Geografie
Nyon ligt op 403 m boven NAP, 34 km zuidwestelijk van de kantonshoofdstad Lausanne en 22 km ten noordoosten van Genève. De gemeente ligt op een terras boven het meer van Genève tussen de mondingen van de rivieren Boiron en Asse en heeft een oppervlakte van 6,8 km². Van de gemeente was in 1997 51% van de oppervlakte bebouwd, 8% bestond uit bos en 41% werd gebruikt voor de landbouw.
De industriegebieden L'Asse, rechts van het gelijknamige riviertje, en Changins maken deel uit van de gemeente. Aangrenzende gemeentes zijn Crans-près-Céligny, Eysins, Signy-Avenex, Grens, Trélex, Duillier en Prangins.

## Bevolking
Met zijn 21.239 inwoners (eind 2018) behoort Nyon tot de grotere gemeentes van het kanton Vaud. Van de bevolking is 75,9% Franstalig, 5,7% Duitstalig en 4,0% Engelstalig (2000). Na 1950 is de bevolking snel gegroeid en sindsdien is de bevolking verdrievoudigd. Nyon is inmiddels vrijwel samengegroeid met Prangins.

## Economie
Nyon was lange tijd hoofdzakelijk een agrarisch stadje. Tegenwoordig speelt de landbouw een marginale rol. Dankzij de vruchtbare bodem en het naar het zuiden nijgende plateau waarop de stad ligt is het een ideale omgeving voor de wijnbouw.
De stad is een belangrijk regionaal industrieel centrum, dankzij de uitstekende verkeersverbindingen aan de as Genève – Lausanne, die in de laatste decennia snel gegroeid is. Vertegenwoordigde takken van industrie zijn de chemische, farmaceutische, grafische, voedingsmiddelen- en metaalindustrie. Bovendien worden er werktuigen, klokken en lucifers geproduceerd. Nyon geldt teven als bestuurs- en bankcentrum en de meeste arbeidsplaatsen zijn dan ook in de dienstverlenende sector. Sinds 1995 is het hoofdkwartier van de UEFA in Nyon gevestigd. In Nyon staat ook het hoofdkantoor van de UNI Global Union.

## Cultuur
In Nyon vindt jaarlijks het Paléo Festival plaats, het grootste openluchtfestival van Zwitserland. Bovendien zijn er dansfestivals, filmfestivals en concerten. Met het Musée Romain (1979) het Musée du Léman (1954) en het Musée historique et des porcelaines (1860), bezit Nyon meerdere musea.

## Verkeer
De stad is verkeerstechnisch gezien uitstekend gelegen. De stad ligt aan de oude hoofdweg naar Genève naar Lausanne. Vanaf hier loopt een aftakking van de weg via de Col de la Givrine naar Morez in Frankrijk. De in 1964 geopende autosnelweg A1 is ongeveer 3 km van het stadscentrum verwijderd. De stad ligt eveneens aan de spoorlijn Lausanne – Genève.

## Geschiedenis
Nyon heeft een zeer lange geschiedenis. De vroegste vondsten dateren terug tot het neolithicum toen zich aan de meeroever een kleine nederzetting bevond.

### Keltische en Romeinse Tijd
In de eerste eeuw voor Christus bevond zich op de plaats van het huidige Nyon een Keltische nederzetting Noviodunos, die door de Helvetiërs werd bewoond. Toen de Keltische stammen richting Frankrijk trokken omstreeks 58 v.Chr., wordt vermoed dat zij de stad hebben platgebrand. Door Caesar gedwongen, trokken deze stammen rond 45 v.Chr. weer naar de oever van het meer van Genève. Onder toezicht van de Romeinen ontstond de stad Colonia Iulia Equestris, die uitgroeide tot de belangrijkste Romeinse stad aan het meer van Genève.
Het centrum van de stad bevond zich op het terras boven het meer, ongeveer op de plaats waar nu het kasteel staat. De Romeinse stad bestond uit een forum met een hoofdtempel met rijke mozaïeken en een basiliek. De eerste opgravingen vonden plaats in de 19e eeuw en verdere opgravingen volgden in 1974. De stad beschikte over een eigen aquaduct, dat door de rivier de Versoix werd gevoed. Delen van dit deels ondergrondse aquaduct zijn bewaard gebleven.
In de loop van de Romeinse tijd, loste Aventicum (Avenches) Colonia Iulia Equestris als belangrijkste stad af en in de laat-Romeinse tijd won Genava (Genève) ook steeds meer aan gewicht. In de 3e eeuw werd de stad voor de eerste keer verwoest, maar later weer opgebouwd onder de naam Civitas Equestri. De definitieve verwoesting van de stad vond plaats in de 5e eeuw.

### Middeleeuwen en Moderne Tijd
De herstichting van de stad vond ongeveer plaats in de 11e en 12e eeuw. De stad had een aantal gelatiniseerde namen: Neodunum, Nevidunum, Nividunum, Novidunum, Niviodunum, Noiodunum en Neomagus. Nyon behoorde aanvankelijk toe aan de heer van Prangins, maar kwam in 1293 toe aan het huis Savoie. Na het verkrijgen van stadsrechten maakte het een economische bloei door en kreeg de stad muntrecht (tot in de 15e eeuw). Met de verovering van Wallis in 1536 door troepen van Bern werd Nyon hoofdplaats van de gelijknamige voogdij. In 1711 werd Bonmont als voogdij van Nyon afgesplitst. Na de Franse Revolutie behoorde de stad van 1789 tot 1803 tot het kanton Léman, dat later opging in het kanton Vaud. Sinds 1789 is Nyon hoofdstad van het gelijknamige district.

## Bezienswaardigheden
Resten van de Romeinse basilica en het forum bevinden zich in het Romeinse museum van Nyon. Drie zuilen die overgebleven zijn van het forum, staan tegenwoordig bij het begin van de stad. Pas in 1996 werd het oude Romeinse amfitheater ontdekt.
De historische stad werd op de Romeinse fundamenten gebouwd en heeft haar oorspronkelijke vorm behouden. Het historische centrum heeft tegenwoordig nog een middeleeuws straatbeeld met karakteristieke patriciërshuizen. In de 12e eeuw werden door de heren van Prangings vestingwerken aangelegd en uit deze tijd stamt nog de Tour de César (ook Tour de Rive). Ook delen van de oude stadsmuur zijn behouden gebleven in het zuidoosten van de stad.
Het kasteel in het oosten van de oude stad werd in de 13e eeuw gebouwd. Het diende eerst de hertogen van Savoie en later de Berners als residentie. Het oorspronkelijke kasteel werd tussen 1574 en 1583 sterk vergroot en veranderd. Het kasteel heeft een vierkant oppervlak met vier torens. Tegenwoordig herbergt het het historisch en porselein museum (musée historique et des porcelaines).
Tot de belangrijkste bouwwerken in het historische centrum behoren de Porte Sainte-Marie (uit de 18e eeuw), het Maison Bonnard met een toren uit de 15e eeuw en het Hôtel de Ville (ook Maison Lancaster genoemd) uit de 16e eeuw. De stadswijk aan de oever van het meer werd in de 18e en 19e eeuw gebouwd.

## Musea
Nyon kent drie musea:
- Het historisch museum in het kasteel, met onder meer een verzameling porselein, vervaardigd in de porseleinmanufactuur welke eind 18e en begin 19e eeuw in de stad aanwezig was.
- Het Romeins museum, dat archeologische voorwerpen uit de Gallo-romeinse geschiedenis van de stad toont.
- Het Musée du Lac Léman, dat allerlei aspecten van het Meer van Genève behandelt, en waar ook veel aandacht aan de duikboten van Jacques Piccard en de vindingen van zijn nazaten (stratosfeerballons, vliegtuigen op zonne-energie) wordt besteed.

## Festival
Ieder jaar vindt eind juli het Paléo Festival Nyon plaats, het grootste openluchtconcert in Zwitserland.
Nyon wordt gemakkelijk verward met de Franse gemeente Nyons in het departement Drôme.

## Sport
Nyon heeft een eigen profvoetbalclub FC Stade Nyonnais, die uitkomt op het Zwitserse derde niveau, de zogenaamde Promotion League. In Nyon is tevens het hoofdkwartier van de UEFA gevestigd.

## Geboren in Nyon
- Louis Niedermeyer (1802-1861), Frans-Zwitsers componist
- Édouard Rod (1857-1910), schrijver
- Dan Ndoye (2000), voetballer